# Mittelsenkrechte

Mittelsenkrechte

Mittellotebene

(S): In der ebenen Geometrie ist die Mittelsenkrechte oder das Mittellot oder (österreichisch) die Streckensymmetrale diejenige Gerade durch den Mittelpunkt einer Strecke, die auf der Strecke senkrecht steht.
Die Verallgemeinerung auf drei Dimensionen ist die Mittellotebene einer Strecke.
Anwendungen:
Mittelsenkrechten tragen oft zur Lösung von geometrischen Problemen bei, z. B.
1. bei der zeichnerischen Bestimmung des Mittelpunktes einer Strecke, um einen Thaleskreis zu konstruieren,
2. bei der Bestimmung des Umkreismittelpunktes eines Dreiecks,
3. bei der zeichnerischen Rekonstruktion des Mittelpunktes eines Kreises, wenn 3 Punkte des Kreises gegeben sind,
4. bei der Bestimmung einer Geraden oder Ebene, um durch Spiegeln an dieser einen Punkt {\displaystyle A} auf einen Punkt {\displaystyle B} abzubilden.
5. In Voronoi-Diagrammen spielen sie eine Rolle als Begrenzungen.

## Weitere Definitionen

### In der Ebene
Zur Definition (S) in der Einleitung sind die folgenden Definitionen (D) und (M2) äquivalent:
(D): Die Mittelsenkrechte einer Strecke {\displaystyle AB} ist die Menge aller Punkte {\displaystyle X} mit der Eigenschaft {\displaystyle |XA|=|XB|}.
Der Beweis (siehe Bild im nächsten Abschnitt) folgt aus der Eigenschaft {\displaystyle |MA|=|MB|} des Mittelpunktes {\displaystyle M} und dem Satz des Pythagoras:
{\displaystyle |XA|^{2}=|XM|^{2}+|MA|^{2}=|XM|^{2}+|MB|^{2}=|XB|^{2}\;.}
Die Gleichung {\displaystyle |XA|=|XB|} lässt sich auch so interpretieren: {\displaystyle X} ist der Mittelpunkt eines Kreises, der durch {\displaystyle A} und {\displaystyle B} geht.
Damit gibt es die weitere  Definition:
(M2): Die Mittelsenkrechte einer Strecke {\displaystyle AB} ist die Menge der Mittelpunkte aller Kreise, die durch {\displaystyle A,B} gehen.

### Im Raum

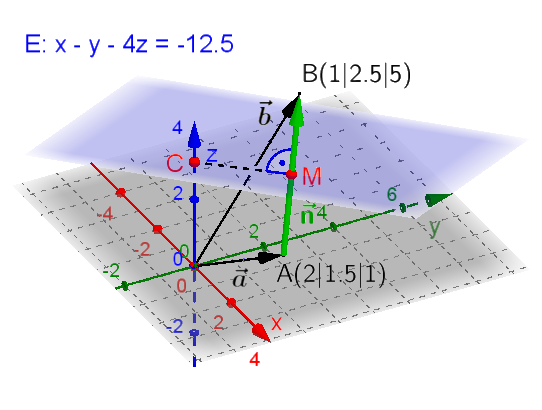
Die Mittellotebene (blau) verläuft rechtwinklig zur Strecke (grün) durch deren Mittelpunkt (rot)

Geht man von Punkten {\displaystyle A,B} im 3-dimensionalen Raum aus, so definiert man (analog zum ebenen Fall):
(D): Die Mittellotebene einer Strecke {\displaystyle AB} ist die Menge aller Punkte {\displaystyle X} mit der Eigenschaft {\displaystyle |XA|=|XB|}.
Der Nachweis der Äquivalenz zur Definition in der Einleitung verläuft analog zum ebenen Fall.

## Konstruktion der Mittelsenkrechten und des Mittelpunktes

Konstruktion der Mittelsenkrechten

Aufgrund der Definition (D) der Mittelsenkrechten und der Tatsache, dass eine  Gerade durch zwei Punkte eindeutig bestimmt ist, genügt es, zwei Punkte {\displaystyle X_{1},X_{2}} zu finden mit der Eigenschaft {\displaystyle |X_{i}A|=|X_{i}B|}:
Mittelsenkrechte
Man konstruiert die Mittelsenkrechte zu zwei gegebenen Punkten {\displaystyle A} und {\displaystyle B}, indem man um diese beiden Punkte mit einem Zirkel Kreisbögen zeichnet mit gleichem Radius, der größer als die halbe Länge der Strecke zwischen den beiden Punkten sein muss. Die zwei Schnittpunkte {\displaystyle X_{1},X_{2}} dieser beiden Kreislinien bestimmen die Mittelsenkrechte der Strecke {\displaystyle AB}.
Mittelpunkt
Da die Konstruktion der Mittelsenkrechten ohne Kenntnis des Mittelpunktes {\displaystyle M} auskommt, kann man den Mittelpunkt als Schnitt der so konstruierten Mittelsenkrechten mit der Strecke {\displaystyle AB} bestimmen.

## Gleichungen
Sind {\displaystyle {\vec {a}},{\vec {b}}} und {\displaystyle {\vec {m}}:={\tfrac {{\vec {a}}+{\vec {b}}}{2}}} die Ortsvektoren der Punkte {\displaystyle A,B} und {\displaystyle M}, so ist {\displaystyle M} der Mittelpunkt von {\displaystyle A,B} und {\displaystyle {\vec {a}}-{\vec {b}}} ein Normalenvektor der Mittelsenkrechten. Eine Normalenform der Mittelsenkrechten ist dann {\displaystyle ({\vec {x}}-{\vec {m}})\cdot ({\vec {a}}-{\vec {b}})=0}. Ersetzen von {\displaystyle {\vec {m}}} durch {\displaystyle {\tfrac {{\vec {a}}+{\vec {b}}}{2}}} und Ausmultiplizieren liefert die Gleichung der Mittelsenkrechten in Vektorform:
(V): {\displaystyle \quad {\vec {x}}\cdot ({\vec {a}}-{\vec {b}})={\tfrac {1}{2}}({\vec {a}}^{2}-{\vec {b}}^{2}).}
Mit {\displaystyle A=(a_{1}|a_{2})} und {\displaystyle B=(b_{1}|b_{2})} erhält man die Koordinatenform:
(K2): {\displaystyle \quad (a_{1}-b_{1})x+(a_{2}-b_{2})y={\frac {1}{2}}(a_{1}^{2}-b_{1}^{2}+a_{2}^{2}-b_{2}^{2}).}
Falls {\displaystyle b_{2}\neq a_{2}}, kann man zur expliziten Form (siehe Orthogonalität und Punktsteigungsform)
(E2):{\displaystyle \quad y=m(x-x_{0})+y_{0}}
mit {\displaystyle \;m=-{\tfrac {b_{1}-a_{1}}{b_{2}-a_{2}}}}, {\displaystyle \;x_{0}={\tfrac {1}{2}}(a_{1}+b_{1})\;} und {\displaystyle \;y_{0}={\tfrac {1}{2}}(a_{2}+b_{2})\;} übergehen.
Die Vektordarstellung der Mittellotebene ist wörtlich gleich mit (V). Die Koordinatendarstellung ist um eine Koordinate erweitert:
(K3): {\displaystyle \quad (a_{1}-b_{1})x+(a_{2}-b_{2})y+(a_{3}-b_{3})z={\frac {1}{2}}(a_{1}^{2}-b_{1}^{2}+a_{2}^{2}-b_{2}^{2}+a_{3}^{2}-b_{3}^{2})\ .}

## Beispiele

Für jede Position der Strecke (grün) auf der zu ihr rechtwinkligen Geraden (blau) gilt für die Mittelsenkrechte (rot) die Geradengleichung

### In der Ebene
{\displaystyle {\overline {AB}}} (grün) sei die Strecke mit den Endpunkten {\displaystyle A=(2{,}5|-5)} und {\displaystyle B=(6|2)}. Dann ist {\displaystyle a_{1}=2{,}5,\;b_{1}=6,\;a_{2}=-5} und {\displaystyle b_{2}=2.}
Setzt man diese Werte in die obige Koordinatengleichung (K2) ein, so ergibt sich für die Geradengleichung der Mittelsenkrechten:
{\displaystyle {\begin{aligned}(2{,}5-6)x+(-5-2)y&={\frac {2{,}5^{2}-6^{2}}{2}}+{\frac {(-5)^{2}-2^{2}}{2}}\\-3{,}5x-7y&=-{\frac {8{,}75}{2}}\,{\bigg |}\,\cdot (-2)\\7x+14y&={\frac {17{,}5}{2}}\,{\bigg |}\,\cdot {\frac {4}{7}}\\4x+8y&=5\end{aligned}}}

### Im Raum
Für {\displaystyle A=(2|1{,}5|1)} und {\displaystyle B=(1|2{,}5|5)} ergibt sich aus der obigen Gleichung (K3) die Koordinatengleichung der Mittellotebene
{\displaystyle {\begin{aligned}x-y-4z&=-12{,}5\,\Leftrightarrow \\2x-2y-8z&=-25.\end{aligned}}}

## Mittelsenkrechten im Dreieck

Dreieck mit Mittelsenkrechten und Umkreis

Die Mittelsenkrechten eines Dreiecks schneiden sich in einem Punkt, nämlich im Umkreismittelpunkt des Dreiecks. Dieser Umkreis geht durch alle Ecken des Dreiecks (siehe dazu auch: Ausgezeichnete Punkte im Dreieck).
Im gleichschenkligen Dreieck kann die Mittelsenkrechte, für den Winkel am Scheitel der beiden gleichen Schenkel, auch die Funktion der Winkelhalbierenden erfüllen. Dies ist insbesondere dann vorteilhaft, wenn der Scheitel nicht innerhalb der Zeichenebene liegt.

Mittelsenkrechte im gleichschenkligen Dreieck quasi als Winkelhalbierende; der Scheitel liegt außerhalb der Zeichenebene